# Eleição municipal de Cabo Frio em 2004
A eleição municipal da cidade brasileira de Cabo Frio em 2004 ocorreu no dia 03 de outubro de 2004, como parte do conjunto de eleições municipais no Brasil que ocorreram no mesmo ano. Na ocasião, foram eleitos um prefeito, vice-prefeito e 12 vereadores para a Câmara Municipal da cidade.
A campanha eleitoral contou com a participação de 4 candidatos a prefeito. O prefeito em exercício, Alair Corrêa, do PSDB,  apesar de apto, não concorreu a reeleição. O primeiro turno foi realizado em 03 de outubro de 2004. Marquinho Mendes, candidato pelo PMDB, foi eleito com 36.593 votos (49,34% dos votos válidos), seguido de Dr. Paulo César, do PSDB, que obteve 32.054 votos (43,22%). 
Na Câmara dos Vereadores, 200 candidatos concorreram ao pleito e 12 foram eleitos. O PMDB foi o partido que conquistou o maior número de assentos, com 4 eleitos. Jânio Mendes foi o candidato mais votado, recebendo 2.977 votos (4,23% dos votos válidos). Os candidatos eleitos tomaram posse na Prefeitura de Cabo Frio em 1 de janeiro de 2005 para exercerem um mandato de quatro anos.

## Candidaturas para a prefeitura
| Nº      | Prefeito  | Prefeito           | Prefeito | Prefeito                | Vice-prefeito(a) | Vice-prefeito(a) | Vice-prefeito(a)       | Vice-prefeito(a) | Vice-prefeito(a)                                  | Coligação |
| Nº      | Candidato | Candidato          | Partido  | Cargos relevantes       | Candidato(a)     | Candidato(a)     | Candidato(a)           | Partido          | Cargos relevantes                                 | Coligação |
| ------- | --------- | ------------------ | -------- | ----------------------- | ---------------- | ---------------- | ---------------------- | ---------------- | ------------------------------------------------- | --- |
| 15      |           | Marquinho Mendes   | PMDB     | - Médico                |                  |                  | Vinicius Corrêa        | PTB              | - Outros                                          | Coligação Cabo Frio Cada Vez Melhor PP PT PTB PMDB PTN PSC PPS PFL PAN PSDC PRTB PHS PMN PSB PV PRP PRONA PCdoB PTdoB |
| 17      |           | Dirlei             | PSL      | - Comerciante           |                  |                  | Iara Leal              | PSL              | Não posui                                         | Sem coligação |
| 22      |           | Eduardo Kita       | PL       | - Vereador de Cabo Frio |                  |                  | Pastor Daniel Monteiro | PL               | Não possui                                        | Sem coligação |
| 45      |           | Doutor Paulo César | PSDB     | - Vereador de Cabo Frio |                  |                  | Rebel                  | PDT              | - Professor de Ensino de Primeiro e Segundo Graus | Coligação O Importante É Você PDT PSDB                                                                                |
| Fontes: |           |                    |          |                         |                  |                  |                        |                  |                                                   | |

## Candidatos à vereança
| Coligação                                                 | Partido | Partido | Candidaturas |
| --------------------------------------------------------- | ------- | ------- | ------------ |
| Coligação Viva Cabo Frio – PPS/PRONA (24 candidatos)      |         | PPS     | 20           |
| Coligação Viva Cabo Frio – PPS/PRONA (24 candidatos)      |         | PRONA   | 4            |
| Coligação Cabo Frio Para Todos (24 candidatos)            |         | PT      | 10           |
| Coligação Cabo Frio Para Todos (24 candidatos)            |         | PCdoB   | 9            |
| Coligação Cabo Frio Para Todos (24 candidatos)            |         | PSB     | 5            |
| Coligação Vanguarda Progressista – PP/PAN (24 candidatos) |         | PP      | 14           |
| Coligação Vanguarda Progressista – PP/PAN (24 candidatos) |         | PAN     | 10           |
| Coligação Continua Cabo Frio (24 candidatos)              |         | PTB     | 15           |
| Coligação Continua Cabo Frio (24 candidatos)              |         | PSC     | 7            |
| Coligação Continua Cabo Frio (24 candidatos)              |         | PFL     | 2            |
| Coligação Cabo Frio Levado a Sério (23 candidatos)        |         | PHS     | 6            |
| Coligação Cabo Frio Levado a Sério (23 candidatos)        |         | PV      | 6            |
| Coligação Cabo Frio Levado a Sério (23 candidatos)        |         | PRTB    | 6            |
| Coligação Cabo Frio Levado a Sério (23 candidatos)        |         | PSDC    | 5            |
| Coligação Cabo Frio Melhor Ainda (22 candidatos)          |         | PMDB    | 20           |
| Coligação Cabo Frio Melhor Ainda (22 candidatos)          |         | PMN     | 2            |
| Coligação O Importante É Você (21 candidatos)             |         | PSDB    | 12           |
| Coligação O Importante É Você (21 candidatos)             |         | PDT     | 9            |
| Coligação Viva Cabo Frio – PTN/PRP/PTdoB (12 candidatos)  |         | PRP     | 11           |
| Coligação Viva Cabo Frio – PTN/PRP/PTdoB (12 candidatos)  |         | PTN     | 1            |
| Sem coligação                                             |         | PL      | 17           |
| Sem coligação                                             |         | PSL     | 9            |
| Fontes:                                                   |         |         |              |

## Resultados da eleição

### Prefeito
| Candidato a prefeito     | Candidato a prefeito     | Candidato(a) a vice-prefeito | Primeiro turno 03 de outubro de 2004 | Primeiro turno 03 de outubro de 2004 |
| Candidato a prefeito     | Candidato a prefeito     | Candidato(a) a vice-prefeito | Total                                | Percentagem                          |
| ------------------------ | ------------------------ | ---------------------------- | ------------------------------------ | ------------------------------------ |
|                          | Marquinho Mendes (PMDB)  | Vinicius Corrêa (PTB)        | 36.593                               | 49,34%                               |
|                          | Dr. Paulo César (PSDB)   | Rebel (PDT)                  | 32.054                               | 43,22%                               |
|                          | Eduardo Kita (PL)        | Pastor Daniel Monteiro (PL)  | 4.796                                | 6,47%                                |
|                          | Dirlei (PSL)             | Iara Leal (PSL)              | 727                                  | 0,98%                                |
| Total de votos válidos   | Total de votos válidos   | Total de votos válidos       | 74.170                               | 74.170                               |
| Votos apurados           |                          |                              |                                      |                                      |
| Votos válidos            | Votos válidos            | Votos válidos                | 74.170                               | 94,98%                               |
| Votos em branco          | Votos em branco          | Votos em branco              | 919                                  | 1,18%                                |
| Votos nulos              | Votos nulos              | Votos nulos                  | 3.000                                | 3,84%                                |
| Total de votos apurados  | Total de votos apurados  | Total de votos apurados      | 78.089                               | 78.089                               |
| Eleitores                |                          |                              |                                      |                                      |
| Comparecimentos          | Comparecimentos          | Comparecimentos              | 78.089                               | 85,51%                               |
| Abstenções               | Abstenções               | Abstenções                   | 13.229                               | 14,49%                               |
| Total de eleitores aptos | Total de eleitores aptos | Total de eleitores aptos     | 91.318                               | 91.318                               |
| Total de seções: 257     |                          |                              |                                      |                                      |
| Fontes:                  |                          |                              |                                      |                                      |

### Composição da Câmara Municipal
|                          |                          |                 |                 |          |    |
| Nº                       | Partido                  | Votos populares | Votos populares | Assentos | ±  |
| Nº                       | Partido                  | Votos           | %               | Assentos | ±  |
| 15                       | PMDB                     | 20.654          | 27,36%          | 4        | 4  |
| 23                       | PPS                      | 10.355          | 13,72%          | 2        | 2  |
| 14                       | PTB                      | 9.815           | 13%             | 2        | 2  |
| 11                       | PP                       | 8.664           | 11,48%          | 2        | 2  |
| 12                       | PDT                      | 6.265           | 8,3%            | 2        | 2  |
| 45                       | PSDB                     | 3.800           | 5,03%           | 0        | -  |
| 22                       | PL                       | 3.651           | 4,84%           | 0        | -  |
| 13                       | PT                       | 2.094           | 2,77%           | 0        | -  |
| 20                       | PSC                      | 1.917           | 2,54%           | 0        | -  |
| 26                       | PAN                      | 1.856           | 2,46%           | 0        | -  |
| 65                       | PCdoB                    | 1.829           | 2,42%           | 0        | -  |
| 43                       | PV                       | 1.026           | 1,36%           | 0        | -  |
| 31                       | PHS                      | 594             | 0,79%           | 0        | -  |
| 44                       | PRP                      | 581             | 0,77%           | 0        | -  |
| 17                       | PSL                      | 465             | 0,62%           | 0        | -  |
| 28                       | PRTB                     | 437             | 0,58%           | 0        | -  |
| 56                       | PRONA                    | 423             | 0,56%           | 0        | -  |
| 40                       | PSB                      | 421             | 0,56%           | 0        | -  |
| 25                       | PFL                      | 324             | 0,43%           | 0        | -  |
| 27                       | PSDC                     | 198             | 0,26%           | 0        | -  |
| 19                       | PTN                      | 69              | 0,09%           | 0        | -  |
| 33                       | PMN                      | 41              | 0,05%           | 0        | -  |
| Total de votos válidos   | Total de votos válidos   | 75.480          | 75.480          | 12       | 12 |
| Votos apurados           |                          |                 |                 | 12       | 12 |
| Total de votos válidos   | Total de votos válidos   | 75.480          | 96,66%          | 12       | 12 |
| Votos em branco          | Votos em branco          | 1.332           | 1,71%           | 12       | 12 |
| Votos nulos              | Votos nulos              | 1.277           | 1,64%           | 12       | 12 |
| Total de votos apurados  | Total de votos apurados  | 78.089          | 78.089          | 12       | 12 |
| Eleitores                |                          |                 |                 | 12       | 12 |
| Comparecimentos          | Comparecimentos          | 78.089          | 85,51%          | 12       | 12 |
| Abstenções               | Abstenções               | 13.229          | 14,49%          | 12       | 12 |
| Total de eleitores aptos | Total de eleitores aptos | 91.318          | 91.318          | 12       | 12 |
| Fontes:                  |                          |                 |                 |          |    |

### Vereadores eleitos
| Candidato(a) | Candidato(a)            | Partido | Votos | Votos       | Cidade de origem    | Unidade federativa/País |
| Candidato(a) | Candidato(a)            | Partido | Total | Percentagem | Cidade de origem    | Unidade federativa/País |
| ------------ | ----------------------- | ------- | ----- | ----------- | ------------------- | ----------------------- |
|              | Jânio Mendes            | PDT     | 2.977 | 4,23%       | Cabo Frio           | Rio de Janeiro          |
|              | Aires Bessa             | PMDB    | 2.197 | 3,12%       | Cabo Frio           | Rio de Janeiro          |
|              | Rui Machado             | PMDB    | 2.166 | 3,07%       | Cabo Frio           | Rio de Janeiro          |
|              | Acyr Rocha              | PMDB    | 1.935 | 2,75%       | Cabo Frio           | Rio de Janeiro          |
|              | Paulo Henrique Corrêa   | PTB     | 1.841 | 2,61%       | Cabo Frio           | Rio de Janeiro          |
|              | Silas Bento             | PMDB    | 1.703 | 2,42%       | Cabo Frio           | Rio de Janeiro          |
|              | Dr. Alfredo Gonçalves   | PPS     | 1.674 | 2,38%       | Cabo Frio           | Rio de Janeiro          |
|              | Alexandre de Alair      | PP      | 1.580 | 2,24%       | Cabo Frio           | Rio de Janeiro          |
|              | Valcy Rodrigues         | PTB     | 1.362 | 1,93%       | São Pedro da Aldeia | Rio de Janeiro          |
|              | Dr. Luis Geraldo        | PPS     | 1.346 | 1,91%       | Cabo Frio           | Rio de Janeiro          |
|              | Rute Schuindt           | PDT     | 1.098 | 1,56%       | Trajano de Morais   | Rio de Janeiro          |
|              | Jordan do Manoel Corrêa | PP      | 1.004 | 1,43%       | Cabo Frio           | Rio de Janeiro          |
| Fontes:      |                         |         |       |             |                     |                         |